# Witkruinroodstaart
De witkruinroodstaart (Phoenicurus erythrogastrus) is een zangvogel uit de familie Muscicapidae.

## Verspreiding en leefgebied
Deze soort komt voor in het zuidelijke deel van Centraal-en het oostelijke deel van Centraal-Azië en telt 2 ondersoorten:
- Phoenicurus erythrogastrus erythrogastrus: het Kaukasusgebergte.
- Phoenicurus erythrogastrus grandis: van oostelijk Afghanistan tot het zuidelijke deel van Centraal-Siberië, westelijk Mongolië en noordwestelijk en centraal China.